# La Barre-de-Monts
La Barre-de-Monts település Franciaországban, Vendée megyében. Lakosainak száma 2356 fő (2022. január 1.). La Barre-de-Monts Beauvoir-sur-Mer, Notre-Dame-de-Monts, Saint-Jean-de-Monts, Saint-Urbain és Sallertaine községekkel határos.

## Népesség
A település népességének változása:
| Lakosok száma | 2179 | 2188 | 2240 | 2199 | 2201 | 2179 | 2240 | 2298 | 2356 |
|               | 2013 | 2015 | 2016 | 2017 | 2018 | 2019 | 2020 | 2021 | 2022 |